# آنگویلا
آنگویلا (به انگلیسی: Anguilla) جزیره ای در دریای کارائیب، شرق جزایر ویرجین بریتانیا، شمال سنت کیتس و نویس و غرب آنتیگوا و باربودا است.

## تاریخ
آنگویلا از جمله مستملکات بریتانیا در دریای کارائیب می‌باشد. آنگویلا از سال ۱۶۵۰ میلادی به عنوان مستعمرهٔ بریتانیا درآمد و تا سال ۱۹۶۷ با جزایر سنت کیتس و نویس ادغام شده بود و تلاش‌ها برای جدایی از سنت کیتس و نویس ادامه داشت تا سرانجام بریتانیا در سال ۱۹۷۱ با جدایی آنگویلا از سنت کیتس و نویس موافقت کرد، در همین سال دارای حکومتی نیمه خودگردان شد، در سال ۱۹۸۰ به عنوان فدراسیون مناطق تحت‌الحمایهٔ بریتانیا درآمد. در سال ۱۹۸۲ قانون اساسی آنگویلا که عیناً برگرفته و اقتباس شده از قانون اساسی بریتانیا بود در آنگویلا به اجرا درآمد در سال ۱۹۹۰ قانون اساسی با اعمال تغییراتی مجدداً اصلاح و به تصویب رسید.

## سیاست
فرماندار کل آنگوئیلا چارلز سوم، پادشاه بریتانیا می‌باشد. در سال ۲۰۰۶ نیز اندرو جورج به عنوان نمایندهٔ فرماندار کل و حاکم از جانب ملکه به حکومت رسید، در سال ۲۰۰۰ نیز اوسبورن فلمینگ به سمت رئیس دولت مأمور تشکیل کابینه شد.

## مردم
نژاد ۹۰٪ مردم آنگوئیلا، سیاه، ۴٪ دورگه و ۳٪ سفید است. همچنین دین ۲۹٪ آنگوئیلاها انگلیکان، ۲۳٪ متدیست، ۳۰٪ پروتستان و ۵٪ کاتولیک است. زبان رسمی آنگوئیلا، انگلیسی است.

## جغرافیا

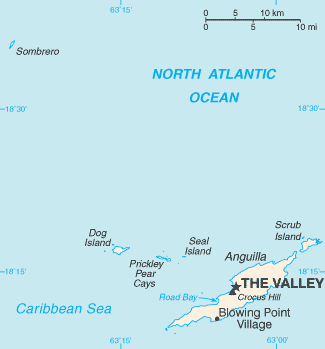

پایتخت این جزیره شهر ولی (The Valley) با ۴ هزار و ۶۰۰ نفر جمعیت می‌باشد.
مساحت آنگوئیلا ۱۰۲ کیلومتر مربع و جمعیت آن ۱۳٬۴۷۷ نفر می‌باشد.

## تقسیمات کشوری
- Anguillita
- Dog Island
- Prickly Pear Cays
- Sandy Island
- Scrub Island
- Seal Island
- Sombrero, also known as Hat Island

## اقتصاد
واحد پول آنگوئیلا نیز، دلار کارائیب شرقی با واحد جزء (سنت) نام دارد.
از جمله مهم‌ترین صادرات آنگوئیلا، خرچنگ دریایی و ماهی است. بانکداری و توریسم نیز از دیگر صنایع مهم در آنگوئیلا به‌شمار می‌رود.